# Adriana Tono
Adriana Tono Vélez (Cartagena, Bolívar, Colombia, 27 de septiembre de 1977) es una presentadora, periodista y modelo colombiana de ascendencia italiana, que además ha incursionado como cantante.

## Inicios
Nacida como segunda hija de Pedro Rafael Tono Lemaitre y de Marta Elena Vélez de La Espriella, ambos pertenecientes a prestantes familias cartageneras, de quienes Adriana recibió desde su temprana infancia una esmerada educación con amplias tendencias artísticas. Al terminar sus estudios de secundaria en el Colegio George Washington de Cartagena, viajó a Francia para aprender francés y formarse en canto. Después de un par de años regresó a Colombia y se radicó en Bogotá, en donde estudió cuatro años de psicología y a partir del 2001, comenzó a estudiar actuación y expresión oral.

## Trayectoria como presentadora
En el segundo semestre de 2002, con la salida de la presentadora de farándula Catalina Aristizábal, el Canal RCN contrató a dos nuevas caras para la presentación: Adriana y la modelo Claudia Bahamón, las cuales acompañaban a la también presentadora Andrea Serna.
En esta etapa de presentación en Noticias RCN, “La Tono”, como también es conocida, le imprimió su estilo personal con expresiones como “Hola, Hola” y “Quedamos A Tono” a la franja de entretenimiento en el noticiero de los fines de semana.
No fue un secreto las disputas que su compañera de set Claudia Bahamón tuvo con Adriana, siendo esta una de las causas para que Tono, se fuera de RCN para la competencia, al Canal Caracol.
Su etapa en Caracol comenzó a fines de 2004, en Caracol Noticias de las 12:30, en la sección de farándula, la cual trasmitían en vivo desde lugares de importancia turística, cultural, o histórica, convirtiéndose así en una de las principales presentadoras de la franja y emitiendo esta sección desde eventos de gran importancia como el Reinado Nacional de Belleza en su ciudad natal Cartagena y carnavales como el de Barranquilla y el Carnaval de Blancos y Negros en Pasto. En octubre de 2005, Adriana se retiró del Canal Caracol para asumir el proceso de grabación y de promoción de su primer álbum musical, regresando a Caracol Noticias en 2007.
En marzo de 2013, deja el Canal Caracol para pasar a formar parte del Noticiero CM&, dirigido por Yamid Amat, para presentar la sección de confidenciales políticos "1, 2, 3". y mientras tanto Entertainment Channel para presentar unos de los programas de entretenimiento

## Incursión musical
Nacida en una familia de artistas, recibió desde muy temprano la influencia musical de sus tíos el pianista José Luis Tono Lemaitre y la cantante de boleros Maty Tono Lemaitre, así como de otros parientes que poco a poco fueron imprimiendo en Adriana el gusto por la música y el canto. El género con el que Adriana comenzó a cantar fue el del bolero, sin embargo, para encontrar mayores posibilidades dentro del mundo de la música mundial, Adriana incursionó en géneros musicales como el pop. En octubre de 2005, Adriana se retiró del Canal Caracol para asumir el proceso de grabación y de promoción de su primer álbum musical llamado “Rompiendo Esquemas” enfocado al sector infantil, y que fue producido en compañía de su primo el músico y compositor Eduardo Cabas de La Espriella. Dicha producción recibió duras críticas y no fue exitoso.
En 2012 Adriana se une con el Grupo “La mía” y sacan el sencillo “Flor Mojada”.

## Actividad social
Adriana se ha caracterizado por ser una abanderada de las causas benéficas, a tal punto de llegar a instituir su propia “Fundación A Tono”, desde donde ha gestado varios proyectos humanitarios para apoyar a los menos favorecidos principalmente niños de Cartagena. También es de resaltar las campañas que ha liderado por los soldados colombianos heridos en combate, siendo uno de sus lemas “Me siento orgullosa de ustedes y por eso estoy aquí”.